# Murdo (Dakota del Sur)
Murdo es una ciudad ubicada en el condado de Jones en el estado estadounidense de Dakota del Sur. En el Censo de 2010 tenía una población de 488 habitantes y una densidad poblacional de 299,08 personas por km².

## Geografía
Murdo se encuentra ubicada en las coordenadas 43°53′22″N 100°42′51″O / 43.88944, -100.71417. Según la Oficina del Censo de los Estados Unidos, Murdo tiene una superficie total de 1.63 km², de la cual 1.63 km² corresponden a tierra firme y (0%) 0 km² es agua..

## Demografía
Según el censo de 2010, había 488 personas residiendo en Murdo. La densidad de población era de 299,08 hab./km². De los 488 habitantes, Murdo estaba compuesto por el 93.85% blancos, el 0.2% eran afroamericanos, el 3.48% eran amerindios, el 0% eran asiáticos, el 0% eran isleños del Pacífico, el 0% eran de otras razas y el 2.46% pertenecían a dos o más razas. Del total de la población el 0.82% eran hispanos o latinos de cualquier raza.